# Villiers-le-Morhier

Villiers-le-Morhier este o comună în departamentul Eure-et-Loir, Franța. În 1 ianuarie 2022 avea o populație de 1.359 de locuitori.